# Конституционно-демократическая партия (Японская империя)

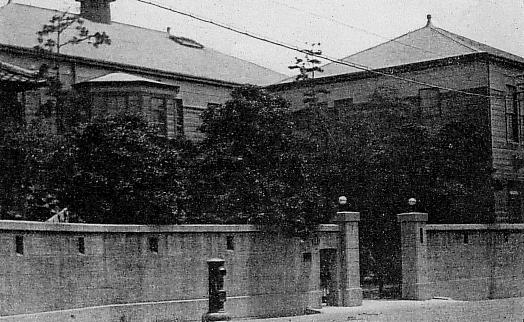
Штаб-квартира Риккэн Минсэйто в Токио

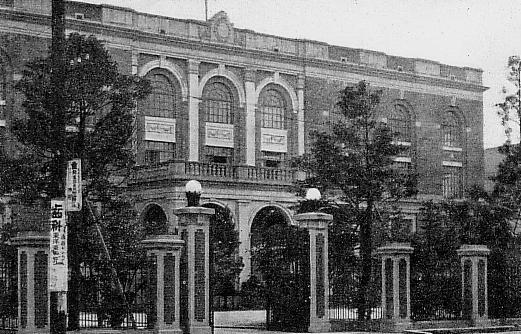
Штаб-квартира главной конкурирующей партии, Риккэн Сейюкай

Риккэн минсэйто (яп. 立憲民政党, Конституционно-демократическая партия) была одной из основных политических партий в довоенной Японской империи. Она была широко известна как Минсэйто.

## История
Минсэйто была основана 1 июня 1927 года в результате слияния политических партий Кэнсэйкай и Сэйю Хонто. В её руководство входили Осати Хамагути, Вакацуки Рэйдзиро, Ямамото Тацуо, Такэдзиро Токонами, Адати Кэндзо, Коидзуми Матадзиро и Сайто Такао. Платформа партии была политически и экономически более либеральной, чем у её главного соперника, Риккэн Сэйюкай, призывая к управлению со стороны Парламента Японии, а не бюрократов или гэнро, устранению неравенства в богатстве, международному сотрудничеству и защите личных свобод.
На всеобщих выборах в феврале 1928 года (первых после принятия закона о всеобщих выборах) Минсэйто выставил много кандидатов, получив 217 мест в нижней палате парламента против 218 мест у Сэйюкай. Это привело к формированию подвешенного парламента.
На следующих всеобщих выборах 1930 года Минсэйто получил 273 места против 174 у Сэйюкай, что дало ему абсолютное большинство. Президент Минсэйто Осати Хамагути, которого Герберт Бикс называл Хамагути Юко, стал премьер-министром. Первоочередной задачей Хамагути было преодоление последствий биржевого краха 1929 года путем сокращения государственных расходов, ужесточения денежной массы и стимулирования экспорта, а также стабилизации иностранных инвестиций путем возвращения к фиксированному обменному курсу.
Во время своего пребывания у власти Минсэйто также выступал за примирительную внешнюю политику и ратифицировал Лондонское морской договор 1930 года. Однако Хамагути стал жертвой убийства 14 ноября 1930 года, когда его застрелил на станции Токио член ультранационалистического тайного общества. Вакацуки Рэйдзиро стал исполняющим обязанности премьер-министра, также из Минсэйто.
В 1931 году Минсэйто решительно выступил против Мукденского инцидента, который был спровоцирован Императорской армией Японии. Антивоенный министр иностранных дел Кидзуро Сидэхара и премьер-министр Рэйдзиро подверглись резкой критике за вмешательство в военные дела и были обвинены в «серьезной коррупции», и его правительство распалось в 1931 году.
На следующих всеобщих выборах 1932 года некоторые члены правого крыла перешли в Риккэн Сэйюкай, которая получила абсолютное большинство из 301 места. Президент Сэйюкай Инукаи Цуёси стал премьер-министром.
Минсэйто смог получить незначительное большинство в 205 мест против 175 мест у Сэйюкай на всеобщих выборах 1936 года только благодаря более провоенной позиции. Однако небольшой перевес снова привел к тому, что парламент оказался подвешенным. На всеобщих выборах 1937 года Минсэйто снова опустился до 179 мест, в то время как Сэйюкай сохранил все свои 175 мест, что продолжило паралич в Сейме Японии.
15 августа 1940 года Минсэйто проголосовал за роспуск Ассоциации помощи трону в рамках усилий Фумимаро Коноэ по созданию однопартийной системы и после этого прекратил своё существование.

## Партийная платформа
1. Мы должны отражать консенсус народа в императорском совете и тщательно проводить политику, ориентированную на парламент, под управлением императора.
2. Мы должны процветать в производстве через национальное регулирование, сделать распределение справедливым и устранить причины социальных волнений.
3. Мы должны придерживаться международной справедливости в дипломатических отношениях и расширять принципы расового равенства и раскрытия ресурсов.
4. Мы должны воспитывать характер, просветляющее воображение и самостоятельную индивидуальность, уравнивать возможности обучения и активно содействовать реализации образования.
5. Мы должны провести реорганизацию, которая адаптируется к импульсу к появлению, разрушая анахроничную порочную практику, преобладающую в законодательстве, администрации и местном самоуправлении.

Первая статья представляет собой текст, в котором политика сосредоточена в Палате представителей, что показывает превосходство нижней палаты над верхней.

## Идеология

### Основная философия
Хотя и Минсэйто, и их соперники Риккэн Сэйюкай выступали за конституционную монархию, Минсэйто придерживались более либеральной и прогрессивной платформы, чем их консервативные оппоненты Сэйюкай. Минсэйто была создана как анти-Сэйюкай 1 июня 1927 года. Однако на самом деле партия была скорее пестрым собранием политиков, которые хотели помешать Сэйюкай прийти к власти.
В этих условиях Минсэйто при первом президенте партии Хамагути стала выступать за «свободу» и «прогресс». Он определил Минсэйто как прогрессивную партию, уважающую индивидуальную свободу и независимость. На самом деле, со временем Минсэйто превратилась в прогрессивную партию, нацеленную на свободу и равенство в ходе борьбы с Сэйюкай.

### Гикай Тюсин Сэйдзи
Минсэйто стремилась к созданию двухпартийной системы, и партия выступала за «политику, ориентированную на парламент» (яп. 議会中心政治 Gikai Chūshin Seiji). Это связано с влиянием бывших членов Кэнсэйкай, которые приобрели опыт партийной политики, и это идея противостоять Сэйюкай, которая выступает за Косицу Тюсинсюги (буквально «Центризм императорской семьи»). Сэйго Накано, глава отдела разработки политики и связей с общественностью, заявил, что «Минсэйто будет проводить сильную „политику, ориентированную на парламент“, благодаря хорошей работе всеобщего избирательного права». Минсэйто была первой политической партией в Японии, назвавшей себя «Демократической партией».

## Политика
Минсэйто была нацелена на постепенную демократизацию в сотрудничестве с бюрократической системой. Потому что в этой партии было много членов, которые когда-то были чиновниками.

## Организация
Штаб-квартира Минсэйто находилась в Сакурада-тё, Сиба-ку, город Токио. В 1947 году Сиба-ку стал нынешним Минато, в результате слияния с Акасака-ку и Адзабу-ку. Поскольку в то время политические партии не имели статуса юридического лица, владельцы земли и здания штаб-квартиры не были политическими партиями. Владельцем штаб-квартиры Минсэйто был Миноура Кацундо, Онимару Гисай.
Внутрипартийное управление Минсэйто было авторитарным. Законодатели Минсэйто почти монополизировали руководящие должности, а политическая деятельность партии была сосредоточена на законодателях. Правила партии предусматривают, что руководители избираются всенародно, но партия стала автократией руководителей, поскольку на съезде прозвучало предложение: «Все должно быть оставлено на усмотрение президента».

### Членство
Минсэйто заявляла, что у неё 2 или 3 миллиона членов, однако лидеры не знали точного числа членов. Партия оставила свидетельство о вступлении/выходе из партии на складе и не привела в порядок список членов. Кроме того, было много членов с двойным членством и непостоянных членов. По этой причине точная численность Минсэйто неизвестна.
Некоторые члены, которые не были законодателями, сформировали организацию под названием Ингайдан (буквально «Корпус вне парламента»). Они, по сути, работали без оплаты в кампаниях, сопровождении, связи, антиправительственных движениях и предвыборной борьбе. Утверждается, что в префектуре Токио было около 1300 членов Ингайдан.

### Фракции
В Минсэйто конфликтовали фракции Канрёха (буквально «фракция бюрократов») и Тодзинха (буквально «фракция партизан»). Члены Канрёха были в центре Минсэйто. Они обладали подавляющей способностью собирать политические средства, так как были хорошо известны в деловых кругах, таких как Мицубиси дзайбацу. У них также были прочные связи с гэнро и другими привилегированными классами, поэтому они обладали высокими способностями к разработке политики. Кроме того, они представляли собой группу людей, способных рационально организовать административную, финансовую и налоговую политику. Ещё одна фракция, Тодзинха, объединялась под руководством Адати Кэндзо, который имел хорошую репутацию за умение вести избирательную кампанию. Среди членов Тодзинха было много политиков, активно участвовавших в демократических движениях. Младшая возрастная группа Тодзинха имела глубокие связи с гражданскими группами, опирающимися на средний класс, такими как молодёжная политическая организация, и сформировала левое крыло партии, которое требовало от руководителей осуществлять популистскую политику. Однако серия банкротств местных банков из-за финансового кризиса 1920-х годов привела к упадку финансовой поддержки Тодзинха, местного делового сообщества. В результате Тодзинха не смог полностью противостоять Канрёха.

### Лидеры
| № | Имя                                                        | Портрет | Срок полномочий | Срок полномочий   |
| № | Имя                                                        | Портрет | Занял должность | Покинул должность |
| - | ---------------------------------------------------------- | ------- | --------------- | ----------------- |
| 1 | Осати Хамагути                                             |         | 1 июня 1927     | 13 апреля 1931    |
| 2 | Вакацуки Рэйдзиро                                          |         | 13 апреля 1931  | 1 ноября 1934     |
| - | Матида Тюдзи (Временно исполняющий обязанности президента) |         | 1 ноября 1934   | 20 января 1935    |
| 3 | Матида Тюдзи                                               |         | 20 января 1935  | 15 августа 1940   |

## Результаты выборов
| Год выборов | # Количество мест | Изменение | Статус        |
| ----------- | ----------------- | --------- | ------------- |
| 1928        | 216 из 466        | ▬         | Оппозиция     |
| 1930        | 273 из 466        | ▲ 57      | Правительство |
| 1932        | 146 из 466        | ▼ 127     | Оппозиция     |
| 1936        | 205 из 466        | ▲ 59      | Правительство |
| 1937        | 179 из 466        | ▼ 26      | Оппозиция     |